# 若柯河牧场
若柯河牧场是中华人民共和国四川省阿坝藏族羌族自治州阿坝县已撤销的一个类似乡级单位。
2020年6月，四川省人民政府批复同意阿坝州调整阿坝县等6个县部分乡镇行政区划。设立各莫镇，若柯河牧场管理区域划归各莫镇管辖。

## 行政区划
2019年时，下辖以下地区：
农场农业队和农场牧业队。